# 太郎 (小惑星)
太郎（たろう、11119 Taro）は小惑星帯に位置する小惑星。山形県南陽市で大国富丸が発見した。
南陽市民天文台の所長を務めた天文家、伊藤惣太郎の愛称に因んで命名された。